# Carles Castillejo
Carles Castillejo Salvador, né le 18 août 1978 à Barcelone, est un athlète espagnol, spécialiste des courses de fond et de demi-fond.

## Biographie
Il a fait sa première apparition internationale avec JAPPN en 2004, en participant aux Championnats du monde de cross-country de l'IAFF dans la catégorie longue distance, terminant 57e.
Cette année-là, il remporte le titre national sur 5 000 m et se classe deuxième sur 3 000 m lors des 11e championnats ibéro-américains d'athlétisme.
Il a participé à l'épreuve du 10 000 m, aux Jeux olympiques de Pékin 2008, terminant 23e avec un temps de 28 min 13 s 68.
Il a participé aux Championnats du monde d'athlétisme 2009 à Berlin, terminant 15e au 10 000 m avec un temps de 28 min 09 s 89.

## Palmarès
| Date | Compétition                            | Lieu           | Résultat | Épreuve       |
| ---- | -------------------------------------- | -------------- | -------- | ------------- |
| 2008 | Jeux olympiques                        | Pékin          | 23e      | 10 000 m      |
| 2009 | Championnats d'Europe par équipes      | Leiria         | 2e       | 5 000 m       |
| 2009 | Championnats du monde                  | Berlin         | 15e      | 10 000 m      |
| 2010 | Championnats d'Europe                  | Barcelone      | 5e       | 10 000 m      |
| 2012 | Championnats d'Europe                  | Helsinki       | 5e       | 10 000 m      |
| 2012 | Jeux olympiques                        | Londres        | 24e      | Marathon      |
| 2012 | Championnats d'Europe de cross-country | Budapest       | 5e       | Individuel    |
| 2015 | Championnats du monde                  | Pékin          | DNF      | Marathon      |
| 2016 | Championnats d'Europe                  | Amsterdam      | 8e       | Semi-marathon |
| 2016 | Championnats d'Europe                  | Amsterdam      | 2e       | Semi-marathon |
| 2016 | Jeux olympiques                        | Rio de Janeiro | 49e      | Marathon      |

## Records
| Épreuve  | Performance    | Lieu      | Date             |
| -------- | -------------- | --------- | ---------------- |
| 1 500 m  | 3 min 39 s 09  | Madrid    | 19 juillet 2003  |
| 3 000 m  | 7 min 42 s 02  | Madrid    | 17 juillet 2004  |
| 5 000 m  | 13 min 11 s 50 | Huelva    | 10 juin 2009     |
| 10 000 m | 27 min 39 s 79 | Vigo      | 12 juillet 2008  |
| Marathon | 2 h 10 min 09  | Castellón | 11 décembre 2011 |